# Geranomyia annulosa
Geranomyia annulosa là một loài ruồi trong họ Limoniidae. Chúng phân bố ở miền Australasia.